# Ласло Чатари
Ласло Чатари (мађ. Csatáry László; Мањ, 4. март 1915 — Будимпешта, 10. август 2013) био је један од најтраженијих нацистичких ратних злочинаца.

## Биографија
За вријеме Другог свјетског рата био је полицијски официр у Кошицама које су у тада биле под мађарском окупацијом. Из Кошица су Јевреји тада масовно депортовани у нацистички логор смрти Аушвиц. Оптужен је за учешће у убиству 15.700 Јевреја током Другог свјетског рата. Ухапшен је у Будимпешти 2012. године након што је Центар „Симон Визентал“ мађарским властима предао доказе о његовом учешћу у депортацијама. Након Другог свјетског рата побјегао је у Канаду гдје се под лажним именом крио до 1995. године када је откривен. Након 1995. године прешао је у Мађарску гдје је живио све до хапшења 18. јула 2012. године у Будимпешти.
Против њега је подигнута оптужница у јуну 2013. године.
Преминуо је 10. августа 2013. године у Будимпешти.